# Ermita de la Mare de Déu del Roser de Los Montesinos
L'ermita de la Mare de Déu del Roser està situada en un extrem de la plaça que conformava el poblat agrícola i la casa senyorial de la hisenda La Marquesa al municipi de Los Montesinos (Baix Segura, País Valencià). Va ser originalment depenent de la parròquia de Sant Miquel de les Salines. En 1829, a conseqüència de la reorganització eclesiàstica realitzada pel bisbe Félix Herrero Valverde, va adquirir la categoria de temple parroquial, amb la missió de donar assistència religiosa als llauradors dels camps adjacents i als habitants de Los Montesinos. Va ser clausurada en 1990 i va passar a dependre el seu territori de feligresia a la parròquia de Los Montesinos.
L'edifici presenta planta rectangular, amb coberta a dues aigües, i torre-campanar rematat en capella. Posseeix dues naus, una central finalitzada en l'altar major i una altra lateral amb capelles dedicades al Sant Crist Crucificat i a la Immaculada Concepció, en l'extrem de la qual es localitza la sagristia. La torre és de planta quadrada, amb tres campanes allotjades al tercer cos de la mateixa.
Ha sofrit diverses reformes, entre les quals cal assenyalar les realitzades pels Jesuïtes, propietaris de la hisenda al segle xviii, i les dutes a terme a mitjan segle xix, després de l'impacte del terratrèmol que va assolar la comarca l'any 1929.
En la primera setmana d'octubre, els veïns de Los Montesinos organitzen una romeria i altres celebracions religioses i festives en record de la seua primitiva parròquia.